# Etrog

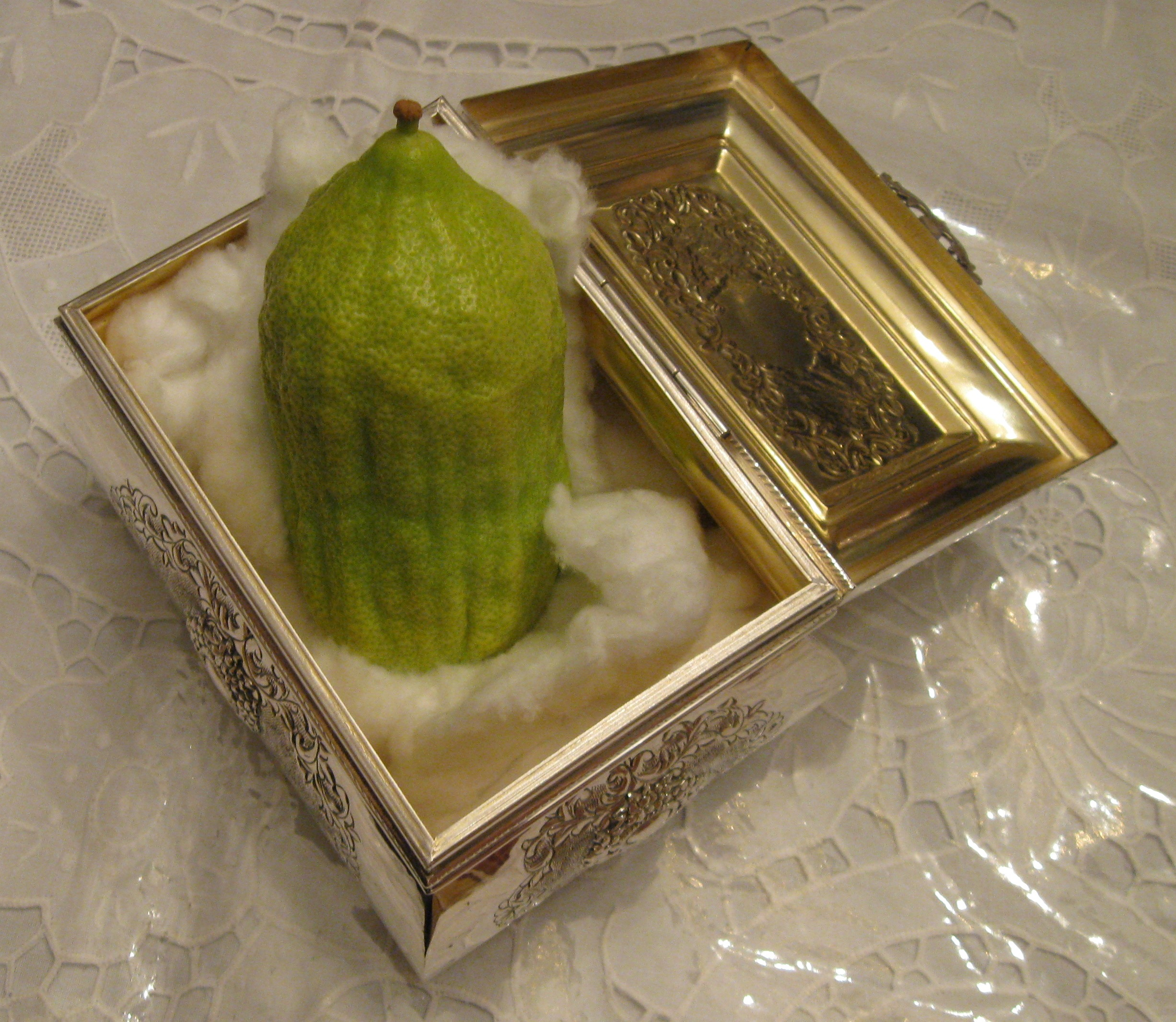
Uma etrog marroquina em uma caixa de prata

Etrog (do hebraico אֶתְרוֹג‎‎, plural: etrogim; também pronunciado esrog, plural: esrogim) refere-se à Cidra amarela ou Citrus medica, utilizada dentro do judaísmo na festividade de Sucot como uma das quatro espécies de plantas utilizadas no ritual. As outras três espécies são lulav, hadass e aravah.

## O significado das quatro espécies
Essas quatro espécies de frutas representam a plenitude da nação judaica, ou seja, todos os tipos de carácter dentro da comunidade. O etrog tem sabor e aroma, o luvav tem sabor mas não possui aroma, a Murta não tem sabor mas tem aroma e o salgueiro nem um e nem outro. Observando isso percebe-se que é preciso diferente tipos de pessoas para se formar uma comunidade.